# کوریسکوس
کوریسکوس اسکپسیسی (یونانی: Κορίσκος Σκήψιος) یک فیلسوف یونان باستان است. او و برادرش اراستوس از شاگردان افلاطون بودند. او همچنین از دوستان ارسطو بود. نلئوس پسر کوریسکوس وارث کتابخانه ارسطو ذکر شده است.
اسکپسیس در حدود پنجاه کیلومتری اسوس در آسیای صغیر قرار دارد که ارسطو و گزنوکراتس پس از مرگ افلاطون به آن‌جا سفر کردند.